# Brian Ocampo
Brian Alexis Ocampo Ferreira (Florida, 25 de junio de 1999) es un futbolista uruguayo que juega como delantero en el Cádiz Club de Fútbol de la Segunda División de España.

## Trayectoria

### Nacional
Formando parte de la Selección Sub-15 de su departamento natal, enfrentó a la Sexta División del Club Nacional de Football; encuentro pactado por el actual secretario técnico del club Sebastián Taramasco y que tenía como objetivo comprobar el nivel del floridense. Luego de haberse abonado una suma al Club Atlético Quilmes, se incorpora a filas tricolores con apenas 14 años para terminar su formación.
Es en el año 2018 y después de consagrarse campeón de la Copa Libertadores Sub-20 siendo figura del certamen, que es ascendido al plantel principal de Nacional teniendo su debut oficial a nivel internacional y con 18 años contra el club Sol de América paraguayo.
A nivel local debuta en el Campeonato Uruguayo 2018 el 23 de julio de 2018 contra Montevideo City Torque ingresando a los 71 minutos del partido. En esa temporada jugaría 11 partidos en total entre encuentros locales e internacionales.
Para el comienzo de la temporada 2019 y con el nombramiento de Eduardo Domínguez como nuevo entrenador, obtiene su segundo título oficial, la Supercopa Uruguaya 2019 tras vencer por penales 5-4 al Club Atlético Peñarol. Ocampo alternaría entre el banco de suplentes y la titularidad durante el campeonato. En dicha temporada anota su primer gol oficial contra Racing Club de Montevideo.
Luego de la destitución del técnico argentino por malos resultados, asume la dirección técnica Álvaro Gutiérrez, entrenador con el que se consagraría campeón del Torneo Clausura y del Campeonato Uruguayo, nuevamente frente a Peñarol.
Esa misma temporada disputa un partido de la Copa Libertadores 2019 frente a Zamora venezolano ingresando a los 67 minutos. Nacional llega hasta los octavos de final donde caería finalmente frente al Internacional. En total, cierra la temporada con un saldo de 21 partidos disputados.
Finalizada la temporada 2019 y ya en enero de 2020, es designado como nuevo entrenador Gustavo Munúa. Brian participa en la pretemporada jugando un gran partido contra el Club Atlético River Plate. Luego de una serie de amistosos, disputaría el Torneo Apertura perdiendo la final del mismo contra el Club Atlético Rentistas, derrota que le costaría el puesto al entrenador quien sería sustituido por Jorge Giordano.
El nuevo entrenador apostó en el como uno de sus principales atacantes, y lo mantuvo en el equipo titular. Tal es así que Brian comenzó a ser protagonista y fue asumiendo roles, como el de ser el ejecutante de las pelotas quietas. En el transcurso juega la Copa Libertadores 2020 donde llegan hasta instancias de cuartos de final cayendo en una dura derrota global frente a River Plate, el Torneo Intermedio donde se consagra campeón y el Torneo Clausura, no logrando repetir el objetivo pero clasificando a la definición del certamen uruguayo y sumando un total de 33 encuentros.

### Cádiz
El 28 de agosto de 2022, después de más de cuatro años en el primer equipo en los que jugó 120 partidos y marcó diez goles, se hizo oficial su fichaje por el Cádiz C. F. de España para las siguientes cuatro temporadas. Tras las negociaciones del grupo Faro Sports, encabezadas por su representante el empresario Francisco "Paco" Casal, Brian Ocampo fue vendido al club español por 1.900.000 euros, y Nacional se quedó con un 12,5% del pase del futbolista en futuras transferencias.

## Selección nacional
En junio de 2021, ante la baja de Giorgian De Arrascaeta y teniendo en cuenta sus grandes rendimientos a nivel local e internacional, es citado por primera vez a la Selección de Uruguay para los encuentros por las eliminatorias rumbo al mundial de Catar 2022, frente a Paraguay y Venezuela.

#### Participaciones en Copas América
| Torneo            | Sede           | Resultado        | Partidos | Goles |
| ----------------- | -------------- | ---------------- | -------- | ----- |
| Copa América 2021 | Brasil         | Cuartos de final | 1        | 0     |
| Copa América 2024 | Estados Unidos | Tercer lugar     | 0        | 0     |

## Estadísticas

### Clubes
Actualizado hasta su último partido disputado el 1 de junio de 2025.
| Club                        | Div.          | Temporada     | Liga  | Liga  | Liga   | Copas nacionales | Copas nacionales | Copas nacionales | Torneos internacionales | Torneos internacionales | Torneos internacionales | Total | Total | Total  |
| Club                        | Div.          | Temporada     | Part. | Goles | Asist. | Part.            | Goles            | Asist.           | Part.                   | Goles                   | Asist.                  | Part. | Goles | Asist. |
| --------------------------- | ------------- | ------------- | ----- | ----- | ------ | ---------------- | ---------------- | ---------------- | ----------------------- | ----------------------- | ----------------------- | ----- | ----- | ------ |
| C. Nacional de F. · Uruguay | 1.ª           | 2018          | 9     | 0     | 1      | ―                | ―                | ―                | 2                       | 0                       | 0                       | 11    | 0     | 1      |
| C. Nacional de F. · Uruguay | 1.ª           | 2019          | 20    | 3     | 4      | ―                | ―                | ―                | 1                       | 0                       | 0                       | 21    | 3     | 4      |
| C. Nacional de F. · Uruguay | 1.ª           | 2020          | 28    | 1     | 11     | 1                | 0                | 1                | 5                       | 0                       | 1                       | 34    | 1     | 13     |
| C. Nacional de F. · Uruguay | 1.ª           | 2021          | 23    | 2     | 5      | 1                | 0                | 1                | 8                       | 2                       | 2                       | 32    | 4     | 8      |
| C. Nacional de F. · Uruguay | 1.ª           | 2022          | 16    | 2     | 4      | ―                | ―                | ―                | 6                       | 0                       | 0                       | 22    | 2     | 4      |
| C. Nacional de F. · Uruguay | Total club    | Total club    | 96    | 8     | 25     | 2                | 0                | 2                | 22                      | 2                       | 3                       | 120   | 10    | 30     |
| Cádiz C. F. · España        | 1.ª           | 2022-23       | 18    | 1     | 1      | 1                | 0                | 0                | ―                       | ―                       | ―                       | 19    | 1     | 1      |
| Cádiz C. F. · España        | 1.ª           | 2023-24       | 13    | 1     | 0      | 1                | 0                | 0                | ―                       | ―                       | ―                       | 14    | 1     | 0      |
| Cádiz C. F. · España        | 2.ª           | 2024-25       | 34    | 1     | 4      | 1                | 0                | 0                | ―                       | ―                       | ―                       | 35    | 1     | 4      |
| Cádiz C. F. · España        | Total club    | Total club    | 65    | 3     | 5      | 3                | 0                | 0                | 0                       | 0                       | 0                       | 68    | 3     | 5      |
| Total carrera               | Total carrera | Total carrera | 161   | 11    | 30     | 5                | 0                | 2                | 22                      | 2                       | 3                       | 188   | 13    | 35     |
| 1. 2. 3.                    |               |               |       |       |        |                  |                  |                  |                         |                         |                         |       |       |        |

## Palmarés

### Títulos nacionales
| Título              | Club              | País    | Año    |
| ------------------- | ----------------- | ------- | ------ |
| Primera División    | C. Nacional de F. | Uruguay | C-2019 |
| Campeonato Uruguayo | C. Nacional de F. | Uruguay | 2019   |
| Primera División    | C. Nacional de F. | Uruguay | I-2020 |
| Campeonato Uruguayo | C. Nacional de F. | Uruguay | 2020   |
| Supercopa Uruguaya  | C. Nacional de F. | Uruguay | 2021   |
| Primera División    | C. Nacional de F. | Uruguay | I-2022 |
| Primera División    | C. Nacional de F. | Uruguay | C-2022 |
| Campeonato Uruguayo | C. Nacional de F. | Uruguay | 2022   |

### Torneos internacionales
| Título                   | Club              | Sede    | Año  |
| ------------------------ | ----------------- | ------- | ---- |
| Copa Libertadores Sub-20 | C. Nacional de F. | Uruguay | 2018 |